# Hollaback Girl
"Hollaback Girl" er en popsang skrevet af sangeren Gwen Stefani og Pharrell Williams til Stefanis debutsoloalbum Love. Angel. Music. Baby fra 2004. Som en del af Stefanis vision af at skabe "en fjollet dance plade," er sangen influeret af 1980'ernes dance- og hiphop-musik. De skrev sangen som respons til en nedsættende kommentar, som Courtney Love havde givet om Stefani i et interview med Seventeen magazine.
Sangen blev udgivet som albummets tredje single i begyndelsen af 2005 og var en af årets mest populære sange, der opnåede gode placeringer på de fleste hitlister. Den nåede førstepladsen i Australien og USA, hvor den blev den første sang, der blev downloadet i mere end en million eksemplarer. "Hollaback Girl" blev nomineret til en række priser, men fik dog blandede kritik fra popanmeldere, der ofte ikke var så glade for sangens gentagne brug af ordet shit.

## Musikvideo
Musikvideoen blev instrueret af Paul Hunter og indspillet i Van Nuys og Reseda, Californien, USA. Videoen indledes med Stefani, der hygger sig med sine Harajuku Girls, da en flok skoleelever kommer til stede. Stefani og Harajuku-pigerne kører efterfølgende ned ad Sherman Way forbi Magnolia Science Academy til Birmingham High School i en Chevrolet Impala fra 1961 sammen med eleverne. Stefani og gruppen forårsager et stort postyr, da de først forstyrrer et spil amerikansk fodbold ved at invadere banen og efterfølgende går ind i en discountbutik, hvor de smider rundt med morgenmadsprodukterne. Hele vejen gennem videoen er der klippet sekvenser ind med koreograferet dans filmet i et studie, der skal forstille at vise Stefanis fantasi. Stefani og Harajuku-pigerne er iklædt cheerleader-uniformer. For at visualisere sangens overgang staver Harajuku-pigerne ordet "bananas" med cue cards. Videoen ender med et nærbillede af Stefani med hænderne holdt i vejret.
Sportsvognen fra videoen er dekoreret med et maleri af kunstneren J. Martin. Billedet omfatter blandt andet Gwen Stefani, som hun er afbildet på forsiden af albummet Love. Angel. Music. Baby. med ordene "Hollaback Girl" i kalligrafi. Efterfølgende blev bilen solgt på eBay. Pharrell Williams, en af sangens medproducere, har en gæsteoptræden i videoen. Den komplette version af "Hollaback Girl", der findes i musikvideoen, er blevet udgivet på en CD single og som digital download og inkluderer remixes af Diplo og Tony Kanal.
Videoen fik premiere 21. marts 2005 og fik succes på musikvideohitlisterne. Den gik ind på MTV's Total Request Live 31. marts som nummer ti og forblev på programmet i alt halvtreds dage og blev til det, Rolling Stone kaldte "a staple of MTV's TRL". Videoen nåede toppen af hitlisterne og gik ud fra en fjerdeplads den 23. juni efter at have opnået den maksimale tid på listen. Det var Stefanis første video, der opnåede dette. Den nåede også til tops på MuchMusics Countdown tre måneder efter sin debut og forblev der i to uger. VH1 havde sangen som nummer fem på sin Top 40 Videos fra 2005, og i 2005 ved MTV Video Music Awards opnåede videoen fire nominationer men vandt kun en pris for Bedste Koreografi.

## Hitlister
| Hitliste (2005)           | Placering |
| ------------------------- | --------- |
| Argentinas singleliste    | 2         |
| Australiens singleliste   | 1         |
| Brasiliens singleliste    | 4         |
| Canadas singleliste       | 12        |
| Kinas singleliste         | 4         |
| Hollands top 40           | 8         |
| Finlands singleliste      | 8         |
| Frankrigs singleliste     | 17        |
| Grækenlands singleliste   | 14        |
| Irlands singleliste       | 4         |
| Italiens singleliste      | 6         |
| Latinamerikas singleliste | 9         |
| New Zealands singleliste  | 3         |

| Hitliste (2005)                         | Placering |
| --------------------------------------- | --------- |
| Norges singleliste                      | 6         |
| Schweiz' singleliste                    | 6         |
| Storbritanniens singleliste             | 8         |
| Sveriges singleliste                    | 7         |
| Tysklands singleliste                   | 3         |
| United World-listen                     | 3         |
| USA Billboard Hot 100                   | 1         |
| USA Billboard Pop 100                   | 1         |
| USA Billboard Top 40 Mainstream         | 1         |
| USA Billboard Rhythmic Top 40           | 4         |
| USA Billboard Hot R&B/Hip-Hop Songs     | 8         |
| USA Billboard Hot Dance Music/Club Play | 15        |
| USA Billboard Adult Top 40              | 18        |
| Østrigs singliste                       | 5         |